# Suzy Menkes

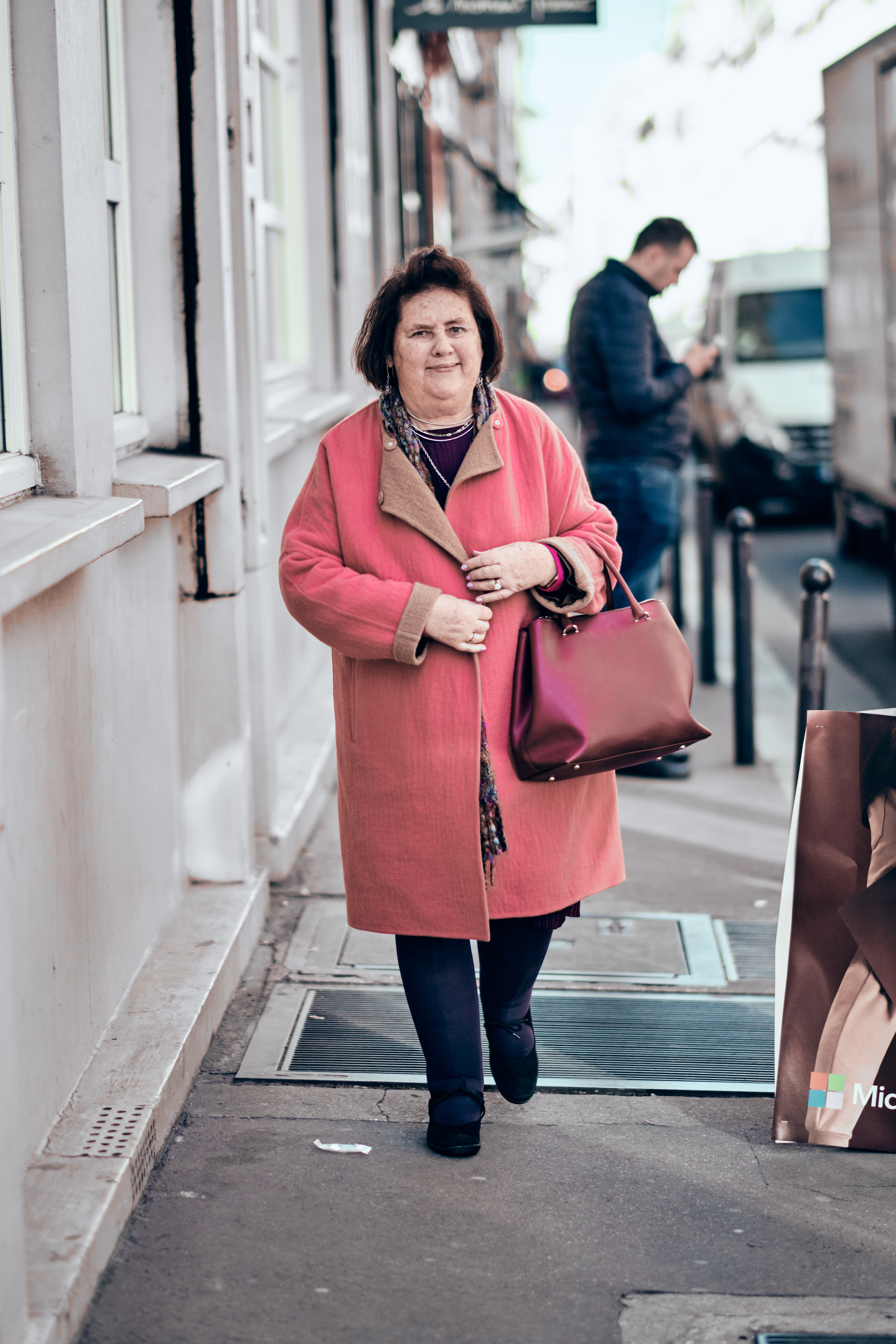
Suzy Menkes Paris Fashion Week Autumn Winter 2019

Suzy Menkes OBE (* 1943 in Beaconsfield, Buckinghamshire) ist eine britische Journalistin.

## Leben
Menkes besuchte die Brighton and Hove High School. Als Teenager zog sie in den 1960er Jahren nach Paris, um an der heutigen ESMOD Schneiderei zu studieren. Ihre Vermieterin verschaffte ihr Zugang zu ihrer ersten Couture-Show bei Nina Ricci, was ihr Interesse an Haute Couture weckte.
Nach ihrer Rückkehr aus Paris studierte sie Geschichte und Englische Literatur am Newnham College in Cambridge, während ihre Schwester in Oxford studierte. Während ihres Studiums wurde sie die erste Herausgeberin der College-Zeitung und der Universitätszeitung Varsity.
Nach ihrem Abschluss in Cambridge arbeitete sie für die Times und berichtete über Mode. Neben ihrer journalistischen Tätigkeit verfasste sie mehrere Bücher, insbesondere über den britischen Royal-Stil.
Menkes bewundert „guten Journalismus“, insbesondere die Arbeit von Prudence Glynn bei der Londoner Times und Eugenia Sheppard vom New York Herald Tribune. Nach ihrem Abschluss in Cambridge 1966, wo sie als erste Frau bei Varsity, der Universitätszeitung, anfing und später deren erste Chefredakteurin wurde, begann sie als Junior-Reporterin bei der Times. Mit 24 Jahren trat Menkes ihre erste Stelle als Modejournalistin beim London Evening Standard an, wo sie von Redakteur Charles Wintour angeworben wurde, der ihr Mentor wurde.
Menkes’ Markenzeichen ist ihre Pompadour, eine übertriebene Frisur, die erstmals im 18. Jahrhundert von Madame de Pompadour, der Lieblingsmätresse von König Ludwig XV., populär gemacht wurde. Wegen ihrer Offenheit und ihres Sinns für modischen Maximalismus erhielt sie von der Modepresse den Spitznamen „Samurai Suzy“.
Im November 2009 war sie eine der Juroren im Finale der Lifetime-Fernsehserie Project Runway. 1996 trat sie im zweiten „Last Shout“-Special der britischen Comedyserie Absolutely Fabulous auf und spielte sich selbst.
Bei einer Online-Auktion von Christie’s wurden im Jahr 2013 über 80 Teile aus ihrer persönlichen Garderobe versteigert.